# Кривоярское муниципальное образование
Кривоярское муниципальное образование — сельское поселение в Ровенском районе Саратовской области Российской Федерации.
Административный центр — село Кривояр.

## История
Статус и границы сельского поселения установлены Законом Саратовской области от 29 декабря 2004 года № 115-ЗСО «О муниципальных образованиях, входящих в состав Ровенского муниципального района».

## Население
| 2010  | 2011  | 2012  | 2013  | 2014  | 2015  | 2016  |
| ----- | ----- | ----- | ----- | ----- | ----- | ----- |
| 1379  | ↗1384 | ↘1373 | ↗1384 | ↘1368 | ↘1346 | ↗1370 |
| 2017  | 2018  | 2019  | 2020  | 2021  |       |       |
| ↗1377 | ↘1370 | ↘1343 | ↘1315 | ↗1445 |       |       |

## Состав сельского поселения
| № | Населённый пункт | Тип населённого пункта       | Население |
| - | ---------------- | ---------------------------- | --------- |
| 1 | Кривояр          | село, административный центр | ↘1018     |
| 2 | Новокаменка      | село                         | ↘275      |
| 3 | Песчаное         | село                         | ↘33       |
| 4 | Рассвет          | посёлок                      | ↘53       |